# Carpodesmia crinita
Espèce
Carpodesmia crinita (basionyme : Cystoseira crinita) est une espèce d’algues brunes de la famille des Sargassaceae.

## Nomenclature
Carpodesmia crinita a pour synonymes selon AlgaeBase (29 août 2020) :
- synonyme homotypique :
  - Cystoseira crinita Duby, 1830 (basionyme) ;
- synonymes hétérotypiques :
  - Fucus crinitus Desfontaines, 1799 ;
  - Cystoseira granulata Schousboe, 1892.

## Distribution
Son aire de distribution s'étend entre les côtes de la mer Méditerranée, la mer Noire et les îles Canaries.

## Écologie
Elle se développe en surface, dans des milieux calmes.

## Liste des formes et variétés
Selon World Register of Marine Species (29 août 2020) :
- variété Cystoseira crinita var. flaccida (Kütz.) Schiffner
- forme Cystoseira crinita f. bosphorica (Sauv.) A.D.Zinova & Kalugina, 1974
- forme Cystoseira crinita f. semispinosa Ercegovic, 1952

### Carpodesmia crinita(Duby) Orellana & Sansón 2019
- (en) AlgaeBase : espèce Carpodesmia crinita (Duby) Orellana & Sansón 2019 (consulté le 29 août 2020)
- (en) WoRMS : espèce Carpodesmia crinita (Bory) Orellana & Sansón, 2019 (consulté le 29 août 2020)

### Cystoseira crinitaDuby, 1830
- (en) AlgaeBase : espèce Cystoseira crinita Duby, 1830 Non valide (consulté le 29 août 2020)
- (fr + en) GBIF : Cystoseira crinita Duby, 1830
- (en) IRMNG : Cystoseira crinita Duby, 1830 (consulté le 29 août 2020)
- (en) NCBI : Cystoseira crinita (taxons inclus) (consulté le 29 août 2020)
- (fr) SeaLifeBase : espèce Cystoseira crinita Duby, 1830 (+ noms communs) (consulté le 29 août 2020)
- (fr) INPN : Cystoseira crinita Duby, 1830 (TAXREF)  (consulté le 29 août 2020)
- (en) WoRMS : espèce Cystoseira crinita Duby, 1830 (consulté le 29 août 2020)